# Croque-vacances
Croque-vacances est une émission française pour la jeunesse diffusée entre le 11 février 1980 et le 5 septembre 1987. Présenté par Claude Pierrard avec deux marionnettes en forme de lapins, Isidore et Clémentine (plus tard apparaîtra le personnage d'Arsinoé le hérisson), ce programme succéda à l'émission nommée Acilion et sa bande (1978 à 1980), également présentée par Claude Pierrard, avec la marionnette Acilion manipulé par Boris Scheigam, et Turbaros, manipulé par François Guizerix et Isabelle Young. Cette émission eut un succès considérable.

## L'émission
Croque-vacances était une émission à destination des enfants, programmée durant les congés scolaires. Réalisé par Gérard Boulouys, le rendez-vous était un cocktail mêlant dessins animés, séries, reportages (info nature), variétés (c'est dans cette émission que Céline Dion a fait sa première apparition télévisuelle française, le 20 août 1982,) et rubriques (bricolage, cuisine…). Pour l’accompagner entre les séquences, en plus des nombreux animaux ou personnalités, Claude Pierrard pouvait compter sur le lapin Isidore. Le marionnettiste d'Isidore était François Guizerix, qui en faisait la voix et la manipulation, également parolier et interprète du Rap des Carottes et du Préhistorock. La mascotte de l’émission a été rejointe par son amie Clémentine, manipulée par Christian Dugas, à l’occasion des vacances de février 1982.
Quatre ans plus tard, un autre animal a fait son apparition. Il s’agissait du hérisson Arsinoé. Ce dernier était aux commandes de « Crak Vacances », une rubrique qui permettait aux enfants de faire leurs devoirs de vacances.
Avec l'arrivée de Dorothée à la direction de l'unité des programmes jeunesse, AB Productions a voulu imposer à Claude Pierrard le passage de deux chansons éditées sur leur label, par émission.
« On m'imposait des dessins animés que je n'aurais pas choisis, on m'imposait toute l'équipe de Dorothée. En plus, je ne pouvais travailler dans les studios que lorsque Dorothée n'y était pas. Je devenais un simple exécutant » .
L'animateur a refusé de se soumettre à cette nouvelle organisation et l'émission Croque-Vacances a fermé ses portes le 5 septembre 1987.

## Les marionnettes
- Isidore, le lapin, (créée par Denis Dugas), voix et manipulation: François Guizerix
- Clémentine, la lapine (créée par Denis Dugas), voix et manipulation: Christian Dugas
- Isidore et Clémentine de Croque Vacances étaient manipulées par des tiges réunies dans un tube bleu au-dessus de leurs têtes, et devant un fond bleu. Le procédé d'incrustation permettait de ce fait de faire disparaître visuellement ces tubes bleus.
- Arsinoé, le hérisson

## Séries diffusées

### Dessins animés
- Atomas, la fourmi atomique
- Aglaé et Sidonie
- Arok Le Barbare
- L'Araignée (spider-man)
- Arthur (série télévisée d'animation, 1966)
- Barbapapa
- La Bataille des planètes
- Bugs Bunny
- Clue Club
- Calimero
- Les Comètes
- Capitaine Flam
- Capitaine Caverne
- Charlotte aux fraises
- Destination Xero
- Dare Dare Motus
- Docteur Snuggles
- Gigi
- Les Harlem Globetrotters
- Heckle et Jeckle
- Jackson 5
- Joë au royaume des mouches
- Madame Pepperpotte
- Mantalo
- Maya l'abeille
- Les Minipouss
- Mister Magoo
- Mumbly
- Le Petit Chevalier De Cœur
- La Petite Taupe
- Petit Chien & Minet (Le Petit Chien)
- Princesse Saphir, Le Prince Saphir
- Les Quatre Fantastiques
- Pole Position
- Rody le petit Cid
- Sans Secret, l'écureuil agent secret
- Scooby-Doo
- Sidney l'éléphant
- Sport Billy
- Squiddly la pieuvre
- SuperTed
- Les Trois Mousquetaires
- Tofffsy et l'Herbe musicale
- Waldo Kitty
- Wally Gator
- Wattoo Wattoo
- Woody Woodpecker

### Séries
- Arnold et Willy
- L'Autobus à impériale
- Les Amis de Chico
- Le Bel Été
- Belle et Sébastien
- Les Aventures de Tanguy et Laverdure
- Le Club des cinq
- Holmes et Yoyo
- L'Île perdue
- Jack Holborn
- Matt et Jenny
- Mon ami Ben
- Papa et moi
- Les Tripodes
- Poly en Tunisie
- Prince noir
- Punky Brewster
- Ricky ou la Belle Vie
- Salty
- Sébastien parmi les hommes
- Sébastien et la Mary-Morgane
- Silas
- Thierry la Fronde
- Le Vagabond
- Les Aventures de Tintin, d'après Hergé
- Voici Boomer

### Rubriques
- Bricolage
- reportages animaliers
- Info-magazine
- Cuisine
- Variétés
- La Maison de Garcimore
- Crak Vacances